# Чернявський Костянтин Володимирович
Чернявський Костянтин Володимирович (нар. 22 листопада 1979, Київ) — Голова Національної спілки художників України, заслужений художник України, кандидат мистецтвознавства, лауреат премії ім. Рєпіна, Академік Міжнародної академії освіти і науки, доцент кафедри графічного дизайну Національної академії образотворчого мистецтва і архітектури, засновник БФ «Національної спілки художників України», член опікунської ради БФ «Добра і любові».

## Біографія
Народився 22 листопада 1979 року у Києві в родині художників та архітекторів. Дід — Георгій Чернявський, народний художник УРСР, лауреат Національної премії України імені Тараса Шевченка. Дід по матері — Всеволод Суворов, заслужений архітектор України.
1997 року закінчив Державну художню школу ім. Шевченка та вступив до Національної академії образотворчого мистецтва і архітектури на факультет образотворчого мистецтва та реставрації. У 2003 році захистив дипломну роботу «Вечірня пісня» під керівництвом професора Василя Гуріна і отримав диплом спеціаліста живопису.
У 2004 році захистив магістерську дипломну роботу «Седнівські мотиви» і керамічне панно «Гуцульська рапсодія» під керівництвом професорки Т. М. Голембієвської. Того ж року він почав працювати художником та молодшим науковим співробітником у Центрі монументально-декоративного мистецтва КиївЗНДІЕП.
З 2005 року був старшим викладачем кафедри рисунка Київського державного інституту декоративно-прикладного мистецтва і дизайну імені Михайла Бойчука, а з 2006 року працював асистентом — викладачем кафедри теорії архітектури та містобудування в Інституті аеропортів Національного авіаційного університету.
У 2010 році був призначений доцентом кафедри рисунка та заступником декана факультету «Дизайн» Київської державної академії декоративно-прикладного мистецтва і дизайну імені Михайла Бойчука. В 2012 році захистив кандидатську дисертацію з теми «Архітектурно-художня кераміка в дизайні інтер'єрів дитячих лікувально-оздоровчих закладів» і отримав звання кандидата мистецтвознавства.
Протягом 2012—2014 років був головою Молодіжного об'єднання Київської організації НСХУ та відповідальним секретарем Національної спілки художників України. У 2014 році обраний завідувачем кафедри рисунка та живопису Київського національного університету технологій та дизайну.
У 2016 році став заступником Голови Національної спілки художників України з організаційних питань, а в 2017 році став членом експертної ради Художнього музею Тараса Шевченка в Пекіні.У 2019 році обраний деканом факультету образотворчого мистецтва та реставрації НАОМА.
У 2021 році обраний Головою НСХУ, а в 2022 році призначений Почесним радником з питань культури посольства В'єтнаму в Україні та Молдові і обраний дійсним членом (Академіком) Міжнародної академії освіти і науки. У 2023 році став членом художньої ради Печерської РДА м. Києва.
10 липня 2025 року, під час масованого обстрілу Києва російськими військовими, «шахед» влучив у квартиру Чернявського, він отримав уламкові поранення та значну крововтрату.

## Творчість

### Художні твори в музеях
- Музей Тараса Шевченка в Пекіні. Художній твір «Після грози», 2017, полотно, олія;
- Центр сучасного мистецтва Куїнджі м. Маріуполь. Художній твір «Південний берег», 2021, полотно, олія (знищено під час окупації міста у 2022 р.);
- Галерея Маріупольської філії НАОМА, м. Маріуполь. Художній твір «Моє Приазов'я», 2020, полотно, олія (знищено під час окупації міста у 2022 р.);
- Херсонський обласний художній музей імені О. Шовкуненка, м. Херсон. Художній твір «Херсонський степ», 2021-23, полотно, олія;
- Художній музей Михайла Біласа, м. Трускавець (Львівська обл.). Художній твір «Трускавець. Церква святого Миколая», 2022., полотно, олія;
- Красноградський районний краєзнавчий музей імені Парфірія Мартиновича. (Харківська обл.). Художній твір «Сніг іде…», 2021, полотно, олія;
- Музей історії м. Кам'янське (Дніпропетровська обл.). Художній твір «Козак Мамай», 2018, полотно, олія;
- Картинна галерея ім. Г. Стеллецького м. Лубни (Полтавська обл..) Художній твір «Тихий осінній день», 2017, полотно, олія;
- Картинна галерея «Лауреати премії імені І. Ю. Рєпіна» м. Чугуїв (Харківська обл.) Художній твір «Козацький хрест», 2019, кераміка, рельєф, ліплення;
- Картинна галерея м. Фастів (Київська обл.). Художній твір: «Фастів живописний», 2023, полотно, олія;
- Дніпровський художній музей (м. Дніпро). Художній твір «Поранений Дніпро», 2024, полотно, олія.

### Персональні художні виставки
- Київ (1998, 1999, 2006, 2013, 2024);
- Дрогобич (2000);
- Трускавець (2001);
- Дніпро (2014, 2015, 2016);
- Лубни (2019);
- Полтава, Харків (2021).

## Нагороди та відзнаки
- Заслужений художник України (2018);
- Премія імені І. Ю. Рєпіна в номінації: «Монументальне мистецтво» (2019);
- Орден «Науковець року» Української федерації вчених (2020);
- Грамота Міністерства Оборони України «За краще висвітлення військової тематики у творах літератури та мистецтва, високі особисті досягнення у службовій діяльності та з нагоди Дня Збройних Сил України» (2021);
- Орден Святого Рівноапостольного князя Володимира Великого (2022);
- Почесна Грамота Маріупольської міської ради (2022);
- Почесна Грамота Президії Національної академії наук України (2023);
- Лауреат загальнонаціонального конкурсу «Українська мова — мова єднання» (2023);
- Почесна Грамота Чернігівської обласної ради (2023);
- Почесна Грамота Харківської обласної ради (2023)[5];
- Грамота Верховної Ради України (2023);
- Відзнака МО України — медаль «За сприяння Збройним Силам України» (2024).